# Micraeschus elegans
Micraeschus elegans är en fjärilsart som beskrevs av Emilio Berio 1959. Micraeschus elegans ingår i släktet Micraeschus och familjen nattflyn. Inga underarter finns listade i Catalogue of Life.